# 東京都立青井高等学校
東京都立青井高等学校（とうきょうとりつ あおいこうとうがっこう）は、東京都足立区青井一丁目にある都立高等学校。

## 設置学科
- 全日制課程
  - 普通科

## 沿革
- 1977年4月 - 東京都立足立東高等学校内に仮校舎を設置し開校。[1]
- 1977年12月 - 校舎完成により現在地に移転。

## 交通
- 東武伊勢崎線五反野駅 徒歩10分
- つくばエクスプレス青井駅 徒歩10分

## 著名な出身者
- 高岡美佳（立教大学経営学部教授）
- 遠藤直人（元アイドル） - 東京都立日比谷高等学校定時制へ転校
- 山崎樹範（俳優、声優）